# 96식 전차
96식 전차는 중화인민공화국이 개발한 최신예 2세대 주력 전차이며, 3세대 전차에 가장 근접한 전차이기도 하다.

## 개요
중화인민공화국은 걸프전쟁을 보면서 기존의 T-55/54와 T-62로 개량한 59식 전차와 85식 전차 88식 전차로는 미국의 M1 에이브람스와 러시아의 T-72, T-80을 상대할 수 없다고 판단하였다. 그래서 88식 전차를 개량하였고, 개량형 전차가 85IIM 형이다. 이 전차는 125mm 활강포, 야시장비 등의 최신 장비를 갖추었다. 그리고 1995년 1,000 마력 엔진을 장착하여 출력을 높이고 ERA를 장착하는 개량을 거친 85III형을 개발하였다. 그리고 이 전차를 최종적으로 96식 전차라고 명명하였다. 현재 일부 기갑사단에서 채용중이며 3세대인 99식보다는 성능이 낮지만 앞으로 인민해방군의 주력 전차인 59식 전차를 교체할 예정이다.

## 제원
85식 전차의 최종개량형으로 현재 중화인민공화국 MBT 중 가성비가 좋은 전차이기도 하다. 그리고 125mm 활강포를 갖추고 있다.
- 탑승 인원 : 3명
- 엔진 : 780마력 디젤 엔진
- 주포 : 125mm 구경
- 포탄 : 구형 APFSDS (관통력 KE 480mm)
- 장갑 방호력 : KE 450mm
- 노상 속도 : 65 km/h
- 항속거리 : 450km
- 중량 : 42.5톤(기본형)
- 장갑 : 96식A는 증가장갑 장착
- 실전배치 : 1997년

## 같이 보기
- T-72
- T-90
- T-84
- K1 전차
- K1A1 전차
- 74식 전차